# Девдас (фильм, 1955)
«Девда́с» (хинди देवदास, урду دیوداس‎, англ. Devdas) — чёрно-белый художественный кинофильм-драма режиссёра Бимала Роя снятый в Индии в 1955 году, в оригинале на языке хинди. Экранизация одноимённого романа бенгальского писателя Шарата Чандры Чаттерджи (также известного как Сарат Чандра Чаттопадхаи).

## Сюжет
В одной из деревень живописной сельской местности Бенгалии разворачивается трагедия обречённой любви между Девдасом, сыном Нарайяна Мукхерджи — богатого местного землевладельца (заминдара) касты брахманов, и Парвати (Паро) — дочерью их соседа Нилканта Чакраворти, также брахмана, но принадлежащего к более низкому статусу с точки зрения касты и достатка. Девдас и Парвати с детства росли вместе, а когда решили пожениться, отец Девдаса против и отправляет сына в Калькутту для получения высшего образования, тем самым пытаясь разлучить влюблённых.
В отсутствие Девдаса родители Парвати готовят выдать дочь замуж за богатого заминдара, — человека намного старше неё, вдовца с детьми, которые старше его второй молодой жены. Узнав о браке Парвати, Девдас устремляется обратно в родную деревню и пытается остановить свадьбу, но безрезультатно. Парвати готова бежать с ним, но Девдас отказывается. Парвати посреди ночи покидает свой дом и приходит к Девдасу, упрекая его за трусость. Парвати ничего не остаётся, как вернуться домой, подчиниться воле родителей и выйти замуж по их выбору.
Девдас возвращается в Калькутту, где друг Чунилал знакомит его с красивой и волевой куртизанкой Чандрамукхи. Девдас начинает много пить, и, хотя на словах постоянно говорит Чандрамукхи, что ненавидит такую женщину, как она, но постоянно возвращается к ней за моральной поддержкой. Чандрамукхи влюбляется в Девдаса. Девдас встречает Парвати ещё раз, когда приезжает в родную деревню на похороны своего отца. Парвати умоляет Девдаса бросить пить. Он уклоняется от прямого ответа, вместо этого обещает, что перед смертью обязательно придёт к ней, чтобы увидеть её в последний раз.
Девдас уезжает обратно в Калькутту и погружается в пропасть алкоголизма. Чандрамукхи оставляет свою профессию куртизанки и посвящает себя заботам о Девдасе, стараясь спасти его от алкоголизма. На какое-то время Девдас прекращает пить и отправляется в путешествие по всей Индии.
Предчувствуя скорую смерть, однажды ночью Девдас украдкой убегает, оставив своего верного слугу Дхарамдаса в поезде, выходит на станции в Маникпуре, где живёт Парвати, и едет к ней, чтобы повидаться в последний раз. Девдас умирает медленной и мучительной смертью под деревом около дома Парвати, прежде чем она успевает увидеть его.

## В ролях
| Актёр          | Роль                             |
| -------------- | -------------------------------- |
| Дилип Кумар    | Девдас                           |
| Сучитра Сен    | Парвати (Паро)                   |
| Виджаянтимала  | Чандрамукхи                      |
| Мотилал        | Чунилал (Чунибабу)               |
| Насир Хуссейн  | Дхарамдас, слуга Девдаса         |
| Мурад          | Нарайян Мукхерджи, отец Девдаса  |
| Пратима Деви   | мать Девдаса                     |
| Шиврадж        | Нилкант Чакраворти, отец Парвати |
| Ифтекхар       | Бриджвас                         |
| Пран           | покровитель Чандрамукхи          |
| Джо́нни Уокер   | покровитель Чандрамукхи          |
| Нааз           | Парвати в детстве                |
| Канхайялал     |                                  |
| Мони Чаттерджи |                                  |
| Нана Палсикар  |                                  |
| Ашим Кумар     |                                  |
| Рам Кумар      |                                  |
| Викрам Капур   |                                  |
| Вед            |                                  |
| Мохан Чоти     |                                  |
| Kaммo          |                                  |
| Сарита Деви    |                                  |
| Шакунтала      |                                  |
| Дулари         |                                  |
| Камал          |                                  |
| Назима         |                                  |
| Камала Махержи |                                  |
| Правин Паул    |                                  |
| Майя Дасс      |                                  |

## Съёмочная группа
- Режиссёр и продюсер: Бимал Рой
- Сценарий: Раджиндер Сингх Беди, Набенду Гхош, Шарат Чандра Чаттопадхаи
- Оператор: Камал Бозе
- Композитор: Сачин Дев Барман[англ.]
- Стихи песен: Сахир Лудхианви
- Песни за кадром исполняют: Лата Мангешкар, Аша Бхосле, Мохаммед Рафи, Манна Дей, Гита Датт, Талат Махмуд, Мубарак Бегум, Уша Мангешкар, хор.

## Саундтрек
| №   | Название                | Исполнители               | Длительность |
| --- | ----------------------- | ------------------------- | ------------ |
| 1.  | «Mitwa Lagi Yeh Kaisi»  | Талат Махмуд              |              |
| 2.  | «Kisko Khabar Thi»      | Талат Махмуд              |              |
| 3.  | «Jise Tu Kabool Karle»  | Лата Мангешкар            |              |
| 4.  | «Ab Aage Teri Marzi»    | Лата Мангешкар            |              |
| 5.  | «O Jaan-e-Wale Ruk Ja»  | Лата Мангешкар            |              |
| 6.  | «Woh Na Ayenge Paltkar» | Мубарак Бегум             |              |
| 7.  | «Aan Milo Aan Milo»     | Манна Дей, Гита Датт      |              |
| 8.  | «Sajan Ki Ho Gayi Gori» | Манна Дей, Гита Датт      |              |
| 9.  | «Manzil Ki Chah Mein»   | Мохаммед Рафи, хор        |              |
| 10. | «O Albele Panchi»       | Аша Бхосле, Уша Мангешкар |              |

## Награды и номинации
Filmfare Awards:
- Лучшая мужская роль — Дилип Кумар
- Лучший актёр второго плана — Мотилал
- Лучшая актриса второго плана — Виджаянтимала (от награды отказалась. Это был первый и единственный случай в истории индийского кино. Актриса считала, что её героиня не второстепенная и имеет такую же важность, как и героиня Сучитры Сен).

Национальная кинопремия:
- Почётная грамота за третий лучший художественный фильм на хинди (Бимал Рой).

Номинация на кинопремию «Хрустальный глобус» на Международном кинофестивале в Карловых Варах (Чехия).